# Otto II van Brunswijk-Harburg
Otto II van Brunswijk-Harburg bijgenaamd de Jonge of de Beroemde (Harburg, 25 september 1528 - aldaar, 26 oktober 1603) was van 1549 tot aan zijn dood hertog van Brunswijk-Harburg. Hij behoorde tot het huis Welfen.

## Levensloop
Otto was de oudste zoon van hertog Otto I van Brunswijk-Harburg uit diens morganatisch huwelijk met Meta von Campe.
Wegens het morganatisch huwelijk tussen zijn ouders werden Otto's erfrechten als hertog van Brunswijk-Harburg niet erkend door het hertogdom Brunswijk-Lüneburg. Met de steun van keizer Ferdinand I herhaalde Otto meermaals zijn verzoek om zijn erfrechten te erkennen en uiteindelijk werd hij in 1560 door Brunswijk-Lüneburg erkend als hertog van Brunswijk-Harburg.
Otto II zette het bouwproject van zijn vader aan het kasteel van Harburg verder en transformeerde het kasteel in een vorstelijke residentie. In 1551 vestigde Otto zich er permanent en in 1560 begon aan de bouw van een kasteelkapel. Om deze activiteiten te kunnen financieren, hief hij hogere belastingen en voerde hij ook speciale belastingen in, wat tot ontevredenheid bij de bevolking leidde. Tussen 1561 en 1577 slonk de bevolking van Brunswijk-Harburg door een pestepidemie. Ondanks deze felle bevolkingsvermindering liet Otto II geen Joden en ook geen rooms-katholieken toe in zijn domeinen.
Ook liet Otto II een zoutmagazijn bouwen om de zouthandel met Brunswijk-Lüneburg te promoten. Dit bracht echter niet het succes op dat Otto verwacht had. Hij stierf in 1603.

## Huwelijken en nakomelingen
Op 8 september 1551 huwde Otto II met Margaretha (1530-1559), dochter van graaf Johan Hendrik van Schwarzburg-Leutenberg. Op 16 maart 1559 stierf zij aan de complicaties van een bevalling. Ze kregen vier kinderen:
- Elisabeth (1553-1618), huwde in 1582 met graaf Erik Brahe van Visingsborg
- Otto Hendrik (1555-1591)
- Johan Frederik (1557-1619)
- een doodgeboren dochter (1559)

Op 8 oktober 1562 hertrouwde Otto met Hedwig (1535-1616), dochter van graaf Enno II van Oost-Friesland en Anna van Oldenburg. Ze kregen elf kinderen:
- Willem Augustus (1564-1642), hertog van Brunswijk-Harburg
- Enno (1565-1600)
- Anna Margaretha (1567-1643), proost van de Abdij van Quedlinburg.
- Hendrik (1568-1569)
- Hedwig (1569-1620)
- Christoffel (1570-1606), hertog van Brunswijk-Harburg
- Otto III (1572-1641), hertog van Brunswijk-Harburg
- Johan (1573-1625)
- Elisabeth (1574-1575)
- Catharina Sophia (1577-1665), huwde met graaf Joost Herman van Schaumburg
- Frederik (1578-1605)
- Augustus Frederik (1580), jong gestorven

## Voorouders
| Overgrootouders                           | Otto II van Brunswijk-Lüneburg (1439-1471) ∞ Anna van Nassau-Dillenburg (1441-1513) | Otto II van Brunswijk-Lüneburg (1439-1471) ∞ Anna van Nassau-Dillenburg (1441-1513) | Ernst van Saksen (1431–1468) ∞ Elisabeth van Beieren (1443-1484)                 | Ernst van Saksen (1431–1468) ∞ Elisabeth van Beieren (1443-1484)                 | ? (–) ∞ ? (-)                                                        | ? (–) ∞ ? (-)                                                        | ? (–) ∞ ? (-)                                                        | ? (–) ∞ ? (-)                                                        | ? (–) ∞ ? (-) | ? (–) ∞ ? (-) |
| Grootouders                               | Hendrik I van Brunswijk-Lüneburg (1468-1532) ∞ Margaretha van Saksen (1469-1528)    | Hendrik I van Brunswijk-Lüneburg (1468-1532) ∞ Margaretha van Saksen (1469-1528)    | Hendrik I van Brunswijk-Lüneburg (1468-1532) ∞ Margaretha van Saksen (1469-1528) | Hendrik I van Brunswijk-Lüneburg (1468-1532) ∞ Margaretha van Saksen (1469-1528) | ? (–) ∞ ? (-)                                                        | ? (–) ∞ ? (-)                                                        | ? (–) ∞ ? (-)                                                        | ? (–) ∞ ? (-)                                                        |               |               |
| Ouders                                    | Otto III van Brunswijk-Lüneburg (1495-1549) ∞ Meta von Campe (-1580)                | Otto III van Brunswijk-Lüneburg (1495-1549) ∞ Meta von Campe (-1580)                | Otto III van Brunswijk-Lüneburg (1495-1549) ∞ Meta von Campe (-1580)             | Otto III van Brunswijk-Lüneburg (1495-1549) ∞ Meta von Campe (-1580)             | Otto III van Brunswijk-Lüneburg (1495-1549) ∞ Meta von Campe (-1580) | Otto III van Brunswijk-Lüneburg (1495-1549) ∞ Meta von Campe (-1580) | Otto III van Brunswijk-Lüneburg (1495-1549) ∞ Meta von Campe (-1580) | Otto III van Brunswijk-Lüneburg (1495-1549) ∞ Meta von Campe (-1580) |               |               |
| Otto II van Brunswijk-Harburg (1528-1603) |                                                                                     |                                                                                     |                                                                                  |                                                                                  |                                                                      |                                                                      |                                                                      |                                                                      |               |               |